# Frédéric Hélein
Frédéric Hélein est un mathématicien français né le 22 avril 1963.

## Carrière
Frédéric Hélein est ancien élève de l'École polytechnique (promotion 1983). Il obtient un doctorat au Centre de mathématiques Laurent Schwartz de l’École polytechnique en 1989 sous la direction de Jean-Michel Coron, avec une thèse intitulée Applications harmoniques et applications minimisantes entre variétés riemanniennes et une hdr en mathématiques en 1991 à l'université Paris-Sud. Il est professeur à l'École normale supérieure de Cachan puis à l'Université Paris Diderot. Il a été professeur invité à l'École polytechnique fédérale de Zurich.

## Travaux
Avec Haïm Brezis et Fabrice Bethuel, Frédéric Hélein a produit des résultats pionniers dans la théorie de Ginzburg-Landau. Ainsi, les trois auteurs ont prouvé que le vortex pour des valeurs élevées du paramètre de l'équation est déterminé par les valeurs d'une énergie renormalisée. Hélein travaille également sur d'autres problèmes du calcul des variations et de géométrie différentielle en physique théorique, comme par exemple en théorie de jauge.
En partie avec Jean-Michel Coron et avec Bethuel, Frédéric Hélein travaille sur la régularité des applications faiblement harmoniques entre variétés et sur la densité des fonctions continues dans les espaces de Sobolev de fonctions entre variétés. En 1990, il a prouvé que, en dimension 2, application faiblement harmonique sur une surface et à valeurs dans une sphère sont régulières, un résultat étendu  au cas de dimension m plus grande de la variété de départ par Lawrence C. Evans qui a montré que, pour les fonctions faiblement harmoniques, l'ensemble des points singuliers a dimension de Hausdorff au plus m-2. Peu de temps après, Hélein démontre un résultat analogue pour les applications d'une variété de dimension deux dans une variété riemanienne quelconque, résultat étendu à son tour par Bethuel à des variétés de départ de dimension plus élevée.

## Prix et distinctions
- 1999 Prix Fermat, avec Fabrice Bethuel pour leurs travaux sur le calcul des variations.
- 1998 Conférencier invité au Congrès international des mathématiciens à Berlin avec une conférence intitulée Phenomena of compensation and estimates for partial differential equations.

## Publications (livres)
- Fabrice Bethuel, Haïm Brezis et Frédéric Hélein, Ginzburg-Landau Vortices, Springer - Birkhäuser, coll. « Progress in Nonlinear Differential Equations and Their Applications », 2012 (1re éd. 1994 Birkhäuser), 162 p. (ISBN 978-1-4612-0287-5, présentation en ligne).
- Frédéric Hélein, Harmonic maps, conservation laws and moving frames, Cambridge University Press, coll. « Cambridge Tracts in Mathematics », 2002 (1re éd. 1996 en français) (ISBN 978-0-511-54303-6, SUDOC 186296266).
- Frédéric Hélein (notes prises par Roger Moser), Constant mean curvature surfaces, harmonic maps and integrable systems, Birkhäuser, coll. « Lectures in mathematics - ETH Zürich », 2001, 122 p. (ISBN 978-0-511-54303-6, SUDOC 059852135).